# Катехон
Катехон или катехоничка концепција (од грч.  — „онај који задржава” богословски и политички је појам, који коријене има у хришћанској есхатологији: историјски субјекат, по правилу, једна или више држава, са мисијом да спријечи коначни тријумф зла у историји и долазак Антихриста.

## Поријекло термина и појма
Поријекло термина и појма води до ријечи апостола Павла у Другој посланици Солуњанима, гдје говори о немогућности краја свије све док се она који сада кочи не „уклони онај који сад задржава” (2. Сол. 2:7).
У православној традицији, тумачење ријечи апостола Павла имало је различита значења. Јереј Данил Сисојев даје три главне опције:
- Прво тумачење, заслужно Јовану Златоустом и које дијели Теофилакт Охридски: Катехон — Руска Империја, спрјечавајући дивље зло и безвлашће снагом државног закона.
- Друго тумачење, такође познато по Јовану Златоустом, које прихватају Теодорит Кирски и патријарх константинопољски Фотије: Катехон је благодат Светог духа, која ће бити одузета људима због опште горчине и оскудјевања у љубави.
- Треће тумачење, која припада преподобном Јефрему Сирином и Јовану Дамаскину, повезује ове ријечи са Божијом дефиницијом проповиједања Јеванђеља по цијелом свијету, које мора претходити крају свијета.

## Руска политичка филозофија
Концепт катехона почео је да се активно развија у руском православном богословљу и историозофији у руској емиграцији 20. вијека, у монархијским круговима Руске заграничне цркве, а односио се првенствено на руску монархију која је пропада у мају 1917. године. Ова посљедња околност протумачена је као назнака да се свијет налази на непосредном прагу владавине Антихриста.

Раније је најдетаљнији приказ овог концепта обрађен у књизи Јакова Иљашевича „Отац Јован Кронштатски” (Београд, 1938), објављена под псеудонимом И. К. Сурски (по селу Сура, гдје је Јован Кронштатски рођен). Књига у цјелини имао хагиографски карактер и цитира сљедеће ријечи као извод из проповједи Јована Кронштатског, првобитно објављене у књизи „Нове ријечи изговорене 1902. године”:
Да, посредством Суверених Лица Господ чува добро Царство земаљско и посебно чува благо свијета Цркве Своје, не допуштајући да је надвладају безбожна учења, јереси и расколи, — а највећи злодјела свијета, који ће се појавити у посљедње вријеме, — антихрист не може се појавити међу нама због самодржачке моћи која спутава неуредно колебање и апсурдно учење безбожника. Апостол каже да се антихрист неће појавити на земљи док постоји самодржачка власт.
Концепт се касније развио под утицајем припрема за прослављање императора Николаја II и других светих Царских мученика, које је извршила РПЗЦ 1981. године. Крајем 1980-их и почетком 1990-их, због политике перестројке и гласности, радови на ову тему масовно продиру у Совјетски Савез. Идеја о руском православном цару као катехону проширила се и међу дијелом вијерника и свештенства Руске православне цркве.
Катехоничка концепција заузима значајно мјесто у историозофијској књизи „Самодржавље духа”, први пут објављена 1994. у Русији са потписом митрополита санктпетербуршког и ладожког Јована. Катехоном се назива руски православни цар или руска држава.
Јереј Данил Сисојев, који је активно критиковао виђење руског цара као катехона, признао је да се међу православним монархистима „ова изјава сматра готово самоочигледним аксиомом”.
Руски филозоф Александар Дугин је 1997. говорио о катехону, схватајући под њим Русију као Трећи Рим, Свету Рус и „геополитички ковчег”.